# Ostroměř
Ostroměř (en allemand : Wostroměr) est une commune du district de Jičín, dans la région de Hradec Králové, en République tchèque. Sa population s'élevait à 1 335 habitants en 2022.

## Géographie
Ostroměř se trouve à 6 km à l'ouest de Hořice, à 16 km au sud-est de Jičín, à 37 km au nord-ouest de Hradec Králové et à 86 km à l’est-nord-est de Prague.
La commune est limitée par Mlázovice et Šárovcova Lhota au nord, par Holovousy et Dobrá Voda u Hořic à l'est, par Lískovice au sud, et par Chomutice, Sobčice et Podhorní Újezd a Vojice à l'ouest.

## Histoire
La première mention écrite de la localité date de 1382.

## Administration
La commune se compose de quatre sections :
- Ostroměř
- Domoslavice
- Nové Smrkovice
- Sylvárův Újezd

## Galerie

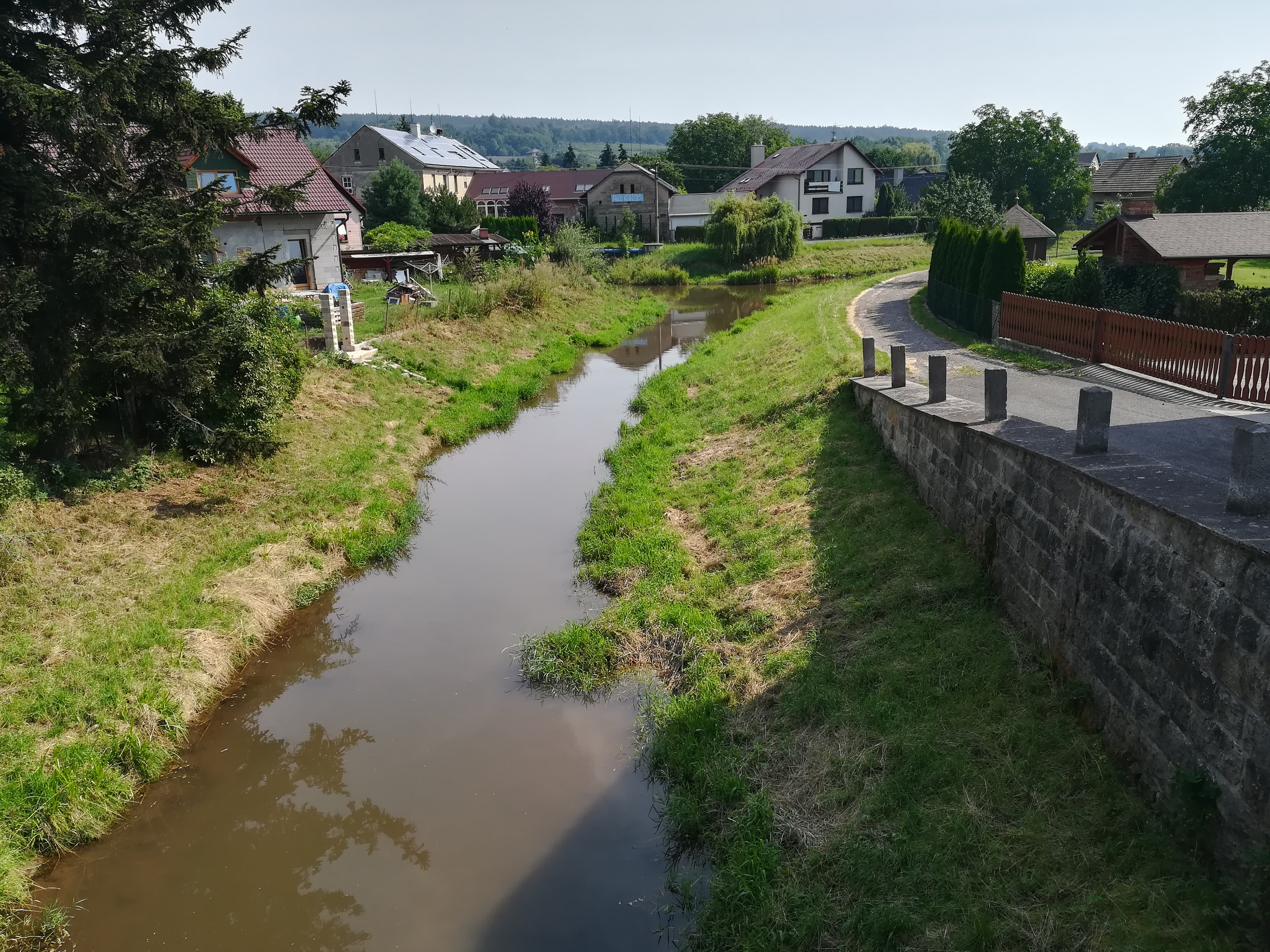
Ostroměř : rivière Javorka.
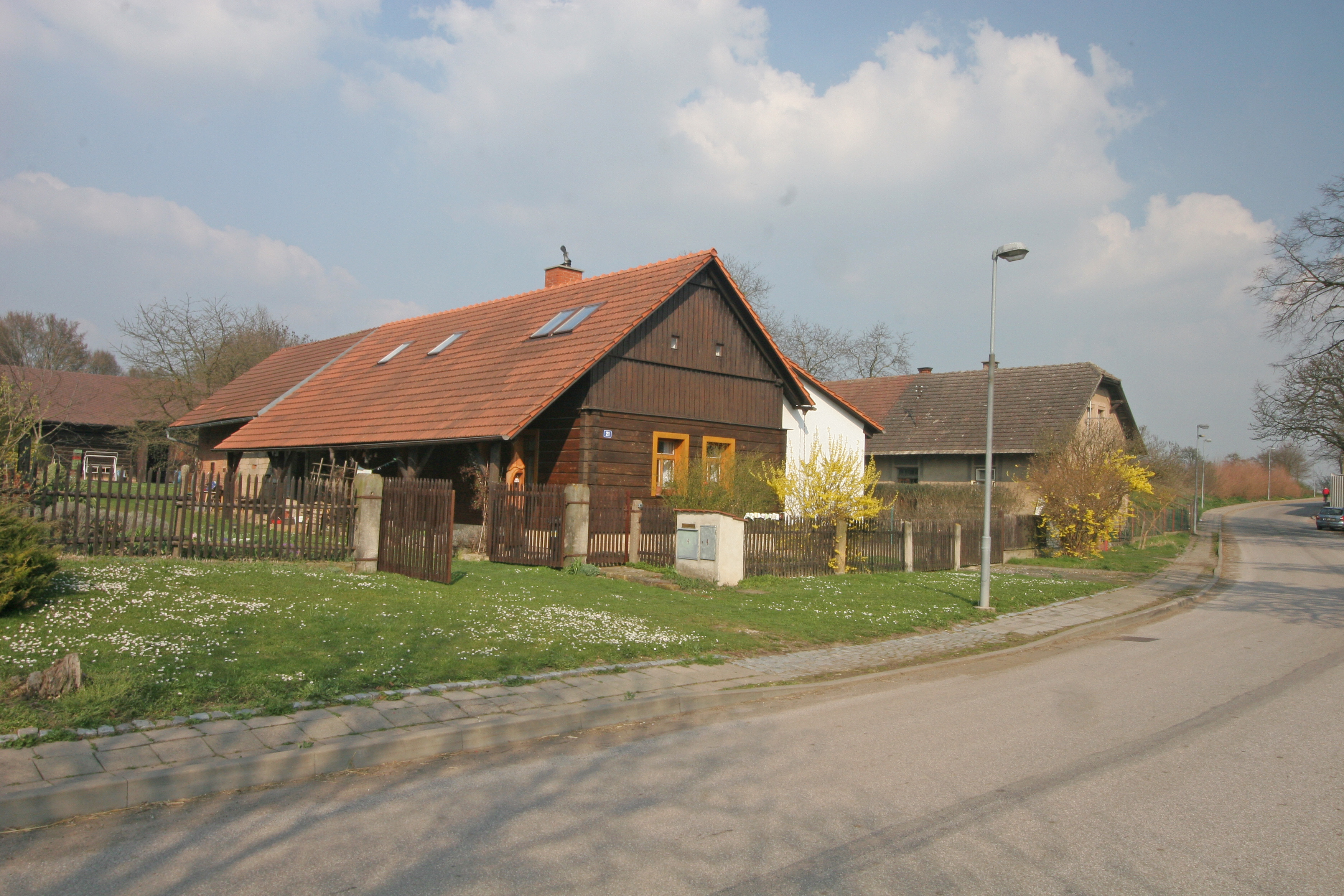
Maisons à Domoslavice.

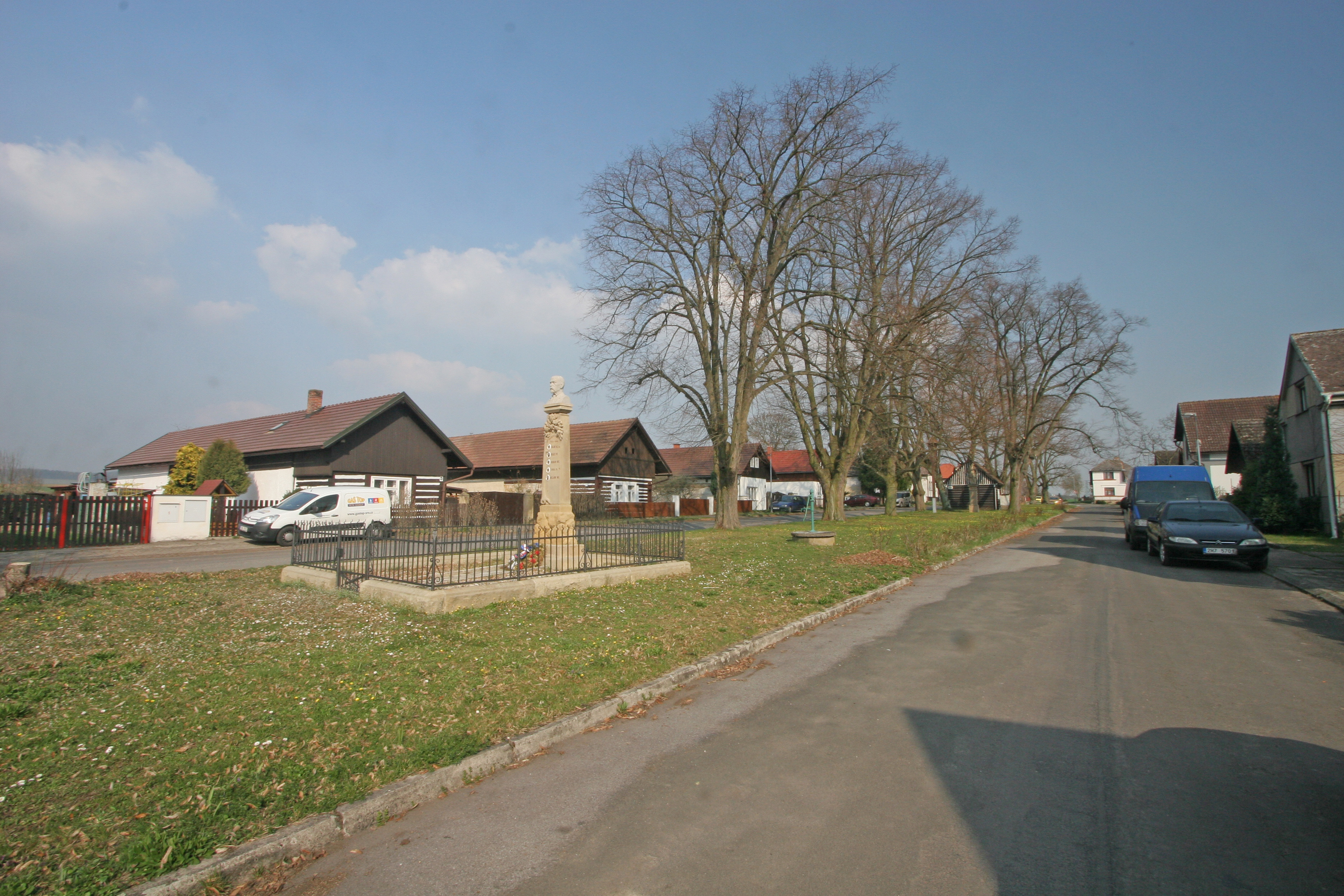
Nové Smrkovice.
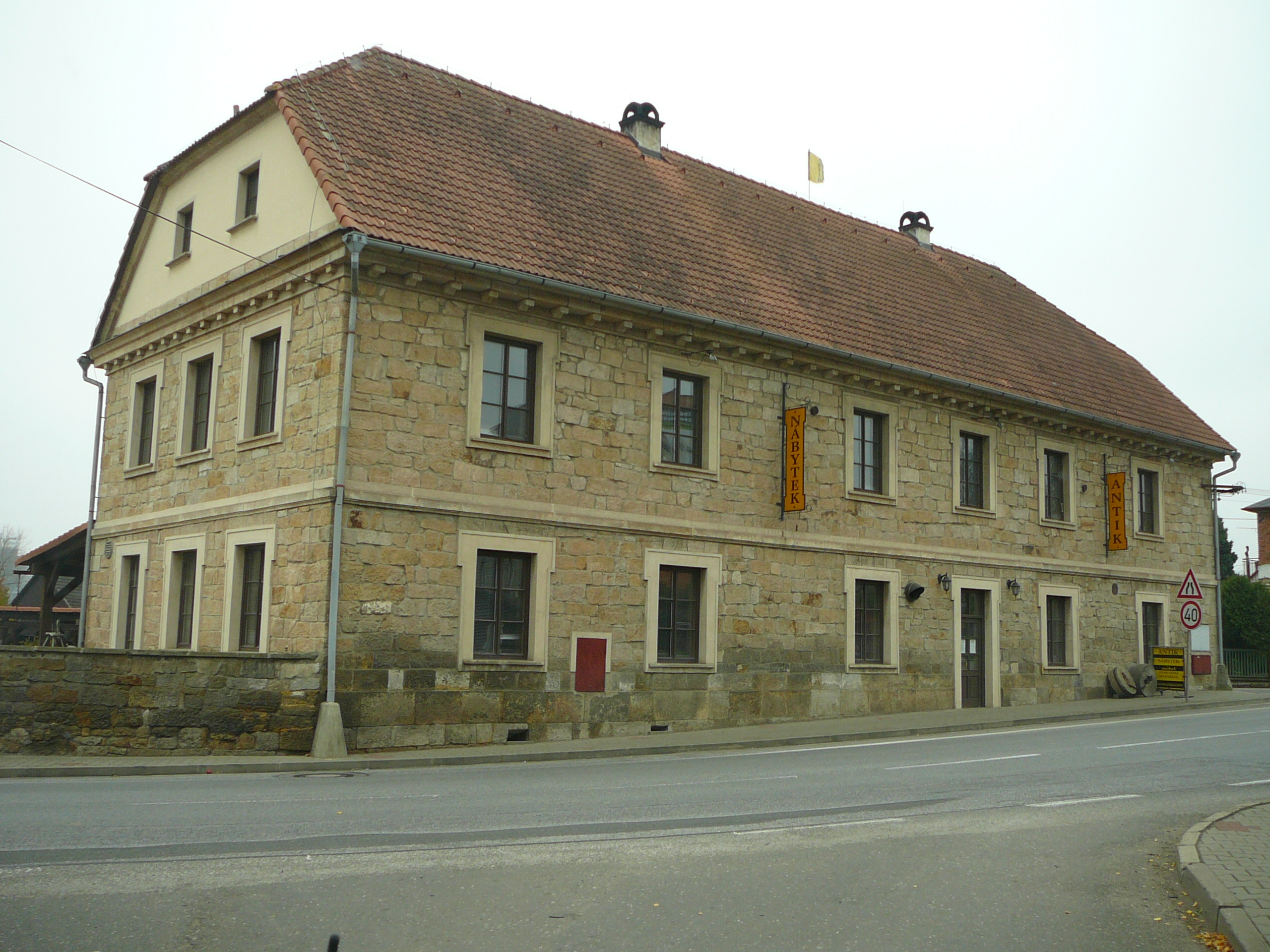
Magasin de meubles anciens.

## Personnalié
- Karel Zeman (1910–1989), dessinateur et réalisateur de film d'animation